# Синопа (спътник)
Вижте пояснителната страница за други значения на Синопа.
Синопа е естествен спътник на Юпитер, носещ името на Синопа, дъщеря на Азоп, от древногръцката митология. Спътникът е открит през 1914 г. от Сет Барнс Никълсън в обсерваторията Лик.
Спътникът принадлежи съм групата на Пасифая.
Името не е установено до 1975 г. Преди това спътникът е бил известен като Юпитер 9.
Преди Автония да бъде открита през 2001 г., Синопа се е смятала за най-външния спътник на Юпитер.